# Phoenix Point
Phoenix Point — стратегічна відеогра з покроковою тактичною системою, розроблена болгарською незалежною студією Snapshot Games. Видана 3 грудня 2019 року для macOS і Microsoft Windows, для Stadia — 26 січня 2021 року, а для Xbox One і PlayStation 4 — 1 жовтня 2021 року. Phoenix Point задумувалася як духовна спадкоємиця серії X-COM, створеної головою Snapshot Games Джуліаном Голлопом у 1990-х роках.
Дія Phoenix Point відбувається у 2047 році на Землі, що потерпає від навали мутантів, породжених інопланетним вірусом. Гравцям належить очолити проєкт «Фенікс» і об'єднати провідні фракції людства для боротьби проти мутантів.

## Ігровий процес
У Phoenix Point потрібно керувати організацією під назвою «Фенікс», яка бореться в майбутньому проти мутантів, які поширюються по світу. Гра має стратегічний і тактичний рівні. На стратегічному відбувається дослідження Землі, найм і оснащення бійців, розбудова бази, дослідження та виробництво. Бої ж відбуваються в тактичному покроковому режимі.
На початку гравець володіє єдиною базою, але може активувати інші. Якщо баз під контролем проєкту «Фенікс» не лишиться, гра закінчиться поразкою. Бази слугують місцями, де відбувається найм, лікування та тренування бійців, виготовлення зброї, спорядження, транспорту, вивчення вдосконалень. Бази мають декілька будівель, які дозволяють утримувати бійців, створювати оснащення, проводити дослідження тощо.
На карті світу розташовані місця, які потрібно досліджувати, надсилаючи туди транспорт з бійцями. Загін може виявити там притулок людей, гніздо мутантів, ресурси, побічні завдання, або нічого. Притулки належать одній з трьох фракцій: Новий Єрихон, Синедріон або Послідовники Ану. Окремо існують незалежні поселення, що надають додаткові завдання. Допомагаючи фракціям, і виконуючи схвалювані ними дії, гравець отримує їхню підтримку: змогу торгувати з ними та отримувати їхні технології, такі як зброю, обладнання та транспорт. Якщо стосунки з фракцією негативні, то вона атакуватиме бази проєкту «Фенікс». Від того, яка фракція найбільш прихильна до гравця, залежить сюжет і фінал Phoenix Point.
На стратегічному рівні використовуються три види ресурсів: технології, матеріали та їжа. Технології та матеріали переважно витрачаються на розбудову баз і створення оснащення бійців. Їжа потрібна для найму та утримання бійців. Ресурси надходять від баз, отримуються від обшуку територій, як винагорода за виконання завдань фракцій, а також ними можна обмінюватися з поселеннями. Непотрібне оснащення можна розібрати на ресурси, а також пограбувати притулки, але це погіршить стосунки з фракціями.
Рекрути наймаються за їжу на базах і в притулках, або приєднуються до проєкту «Фенікс», якщо їх врятувати під час спеціальних рятувальних місій. Найняти їх можна лише в тому разі, якщо на базах є достатньо місця для проживання. Набираючи досвід у боях або тренуваннях, вони отримують нові здібності. Бійцям можна видавати різну зброю, броню та додаткове оснащення, таке як аптечки чи ремонтні набори. Вигляд бійців налаштовуються, включаючи риси зовнішності та голос. Бійці поділяються на класи: штурмовий (озброєний рушницями та дробовиками), важкоозброєний, снайпер. Унікальний клас Нового Єрихону: технік — має здатність лікувати товаришів по команді та транспортні засоби, а також розгортати турелі на полі бою. Синедріон надає Інфільтратор, який переміщується та атакує приховано і здатний використовувати дрони для розвідки поля бою. Послідовники Ану надають класи Берсерк і Священник. Перший орієнтований на ближній бій і самолікування. Другий — на контроль ворожих одиниць.
Кожен боєць володіє запасом здоров'я та витривалістю, та бойовими характеристиками: швидкістю, фізичною силою та силою волі. Сила волі впливає на загальну ефективність і доступ до особливих можливостей. Вона зменшується при перевазі ворога чи появі нових ворогів, але зростає при успішних діях. Якщо сила волі падає до нуля, учасник бою панікує, стаючи неконтрольованим.
Бої відбуваються покроково на окремих місцевостях. Кожен учасник може виконати у свій крок обмежену кількість дій: переміститися, атакувати, перезарядитися зброю, використати спеціальні можливості, як-от контратака або ривок. Учасники бою можуть бути поранені, вбиті, отруєні, паралізовані. Поранення різних частин тіла впливає на відповідні здібності. Гравець вільний перемикатися в режим ручного прицілювання, щоб самостійно вказати, куди стрілятиме кожен підконтрольний боєць. На полях бою є руйновані об'єкти, що слугують тимчасовими укриттями.
Вороги з часом еволюціонують, отримуючи різноманітні модифікації, такі як озброєння та бронювання різних частин тіла. Існує декілька базових типів ворогів, які впродовж гри набувають спеціалізованих різновидів.

## Сюжет

### Світ гри
У 2022 році внаслідок глобального потепління з розталих льодів поширився «пандоравірус» іншопланетного походження. Істоти, заражені вірусом, перетворювалися на агресивних мутантів «пандоранів». Вірус розповсюдився через океани та став заражати сушу мутагенним туманом, що переносився повітрям. Люди відступили на височини, куди не досягав туман, а низини заполонили мутанти.
Гра починається в 2047 році, під час хвилі поширення туману. Різні фракції контролюють міста й бази, і кожна з них має різні уявлення про те, яким буде майбутнє. Головну роль у грі має проєкт «Фенікс», таємна організація, створена в середині XX століття для протидії глобальним загрозам. Проект збирає найкращих у світі солдатів, науковців та інженерів. Однак після того, як вони збираються на базі «Точка Феніса», від керівництва більше не надходить вказівок і учасники проєкту заручаються підтримкою фракцій, які контролюють вцілілі поселення.
Послідовники Ану — це синкретичний релігійний культ, який вважає людську природу спотвореною. Послідовники Ану поклоняються інопланетному богу, якого вони називають «Мертвим богом». Вони розглядають мутагенний туман і як покарання, і як порятунок. Послідовники Ану знайшли спосіб контролювати мутації, щоб створювати гібридів, здатних виживати в новому середовищі.
Новий Єрихон — це мілітаристська фракція, що прагне повністю знищити мутантів і гібридів. Її очолює колишній мільярдер Тобіас Вест, голова технологічної та охоронної фірми Vanadium Inc. Новий Єрихон розробляє деякі морально сумнівні, проте ефективні технології, такі як перетворення людей на кіборгів.
Синедріон — демократична високотехнологічна спільнота, мета якої — побудувати кращу людську цивілізацію з залишків старої. Синедріон намагається співіснувати з мутантами, зробивши їх нешкідливим для людей.

### Дія
Гра починається в Південній або Центральній Америці на базі проєкту «Фенікс». У навчальній місії група бійців повертається на базу і виявляє її захопленою пандоранами. Бійці звільняють базу та дізнаються, що туман став масово поширюватися материками. В пошуках способу спинити мутації, проєкт виявляє архіви дослідника Рендольфа Саймса, що ведуть до сховища з таємничою розробкою, які є засобом проти вірусу.
Відвідуючи низку місць по всьому світу, проєкт «Фенікс» розкриває, що про пандоравірус було відомо ще з 1960-х років, але інформацію засекретили. Зібрані дані підтверджують позаземне походження вірусу. Подальші пошуки приводять до залишків стародавньої цивілізації. Виявляється, її знищив пандоравірус, але групи вцілілих вижили, заснувавши сучасне людство.
«Фенікс» досліджує місця, які вивчав Саймс, і знаходить останки його експедиції в Антарктиді. Там знаходиться металева сфера, в якій сховано зразок вірофага, створеного давніми людьми. Однак, він здатен убити разом з мутантами і більшість людей.
Далі проєкт «Фенікс» дізнається про походження вірусу. Його джерело міститься на дев'ятій планеті Сонячної системи, Юґоті. Кожні 17 тис. років якась істота запускає звідти в напрямку Землі метеорити, що містять вірус. Ця істота, Юґотська сутність, телепатично контролює всіх мутантів і скеровує їх для перетворення біосфери Землі в середовище, куди вона зможе переселитися. На Землі з біомаси вирощується Юґотське вмістилище, організм, куди істота переселить свою свідомість.
Зрештою проєкт «Фенікс» дізнається розташування Пандоранського палацу, де вирощується Юґотське вмістилище. До нього спрямовується загін бійців, який вирішує майбутнє людства, залежно від попередніх стосунків з іншими фракціями.
Проєкт «Фенікс». Цей фінал настає, якщо проєкт «Фенікс» не приєднується до жодної іншої фракції. Загін вводить вірофаг у Юґотське вмістилище, пандоравірус і всі заражені ним організми швидко гинуть. Послідовники Ану вимирають, Новий Єрихон і Синедріон занепадають. Багато людей гине, але вцілілі об'єднуються під владою проєкту «Фенікс» задля відбудови світової цивілізації.
Послідовники Ану. Керівниця культу вирішує узурпувати владу Юґотської сутності, вселивши власну свідомість до її земного тіла. Люди перетворюються на гібридів, ідеально пристосованих для виживання на зміненій вірусом планеті. Синедріон і Новий Єрихон занепадають. Проєкт «Фенікс» продовжує діяти таємно.
Новий Єрихон. Якщо проєкт співпрацює з Новим Єрихоном, то фракція розробляє орбітальний супутник, обладнаний зброєю для точного удару з космосу. Бійці «Фенікса» проникають до Пандоранського палацу та встановлюють там маяк для спрямування удару. Юґотське вмістилище гине, мутанти втрачають координацію. Заражених вірусом людей ув'язнюють у таборах. Синедріон змушений піти на співпрацю з новою владою, а культ Послідовників Ану занепадає.
Синедріон. За допомоги «Фенікса» Синедріон розробляє ретровірус, який розриває зв'язок між Юґотським вмістилищем і мутантами. Загін «Фенікса» вводить його в Юґотське вмістилище. Контролюючи тепер пандоравірус, Синедріон отримує повний контроль над усією біосферою планети. Земля тераформується в ідеальне середовище для проживання людей. Новий Єрихон занепадає, культ Послідовників Ану з часом розпадається, а Синедріон відновлює зниклі біологічні види і створює нові.

## Сприйняття
| Агрегатор  | Оцінка                                                |
| ---------- | ----------------------------------------------------- |
| Metacritic | PC: 74/100 PS4: 64/100 PS4: 72/100 (extended edition) |

| Видання                 | Оцінка |
| ----------------------- | ------ |
| Computer Games Magazine | 6/10   |
| Edge                    | 8/10   |
| GameSpot                | 8/10   |
| IGN                     | 7/10   |
| PC Gamer (США)          | 77/100 |
| PCGamesN                | 8/10   |
| The Guardian            | [ 20 ] |
| USgamer                 | 3/5    |

Phoenix Point отримала «змішані або посередні» відгуки від критиків на Metacritic.
Ден Стейплтон у IGN підсумував: «Phoenix Point має багато цікавих ідей, щоб зробити свій внесок у відроджений жанр покрокової тактики, але багато з них потребують доопрацювання та балансування». Стосунки між фракціями та ручне прицілювання добре налагоджені, тоді як різноманітність місій і будівництво бази «недорозвинені». Також критикувалося різке зростання складності наприкінці гри.
Девід Вайлдґус на сайті GameSpot похвалив розвиток ідей X-COM і можливість по-різному проходити сюжет. Він зазначив, що втрата ветеранів ніколи не є проблемою в Phoenix Point, і їх можна замінити тренованими новачками. З іншого боку, емоційна прив'язаність до бійців слабка. Phoenix Point містить новаторські ідеї, такі як ручне прицілювання, та має інформативний зручний інтерфейс. Але при тому ж керування ресурсами на карті світу не враховує їхню пріоритетність, і немає можливості порівнювати доступну зброю.